# Hibernians FC
Hibernians F.C. er en fodboldklub fra byen Paola på Malta. Holdet spiller sine hjemmekampe på Hibernians Ground, der har en kapacitet på 8.000. Holdet har vundet den maltesiske Premier League ni gange. Malta Cup, der er den nationale cupturnering, har klubben vundet otte gange.

## Trup
Oversigten er opdateret til og med 23 april 2023.
<...>